# Lucius Statius Quadratus
Lucius Statius Quadratus war ein römischer Politiker und Senator Mitte des 2. Jahrhunderts.
Quadratus stammte aus Athen, wo seine Familie das Bürgerrecht besaß. Im Jahr 142 wurde er ordentlicher Konsul. Dies ist durch zwei Militärdiplome, die z. T. auf den 15. Januar 142 datiert sind, belegt; er übte das Amt zusammen mit Lucius Cuspius Pactumeius Rufinus aus. Zwischen 155 und 157 war Quadratus Prokonsul von Asia, wo er den Märtyrerprozess gegen Polykarp von Smyrna leitete.